# Petko Christov
Mons. Petko Hristov (19. října 1950, Velčevo - 14. září 2020) byl bulharský římskokatolický kněz, minorita a biskup Nikopole.

## Život
Narodil se 19. října 1950 ve Velčevu. Po základní a střední škole vstoupil na Vysokou školu strojírenství, architektury a geodézie "Angela Popova" ve Veliko Tarnovo, kde studoval obor stavebnictví a architekturu.
V letech 1977 – 1985 studoval teologii a na kněze byl vysvěcen 15. prosince 1985 biskupem Samuilem Džundrinem. O pět let později vstoupil do Řádu menších bratří konventuálů a první sliby složil roku 1990. Dne 15. prosince 1993 složil své věčné sliby. Sloužil ve farnosti v Belene a v Trančovici.
Dne 18. října 1994 jej papež Jan Pavel II. ustanovil diecézním biskupem Nikopole. Biskupské svěcení přijal 6. ledna 1995 v Bazilice svatého Petra z rukou papeže Jana Pavla II. a spolusvětiteli byli arcibiskup Giovanni Battista Re a arcibiskup Jorge María Mejía.
Je předsedou katolické charity Caritas Internationalis.
V Bulharské biskupské konferenci je předsedou těchto výborů: – pro společnosti zasvěceného života a společnosti apoštolského života, pro jednotu křesťanů a Cor Unum

## Ocenění
Dne 30. listopadu 2011 v Katedrále svatého Pavla od Kříže v Ruse přijal Velkokříž Řádu Pro piis meritis Melitensi.